# Списак музеја у Београду
Ово је списак музеја у Београду.

## Уметнички музеји
- Народни музеј Србије, Трг републике 1а, тел. 624-322
- Музеј примењене уметности, Вука Караџића 18, тел. 2626-494
- Музеј савремене уметности, Ушће 10 блок 15, тел. 311-5713
- Музеј Цептер, Кнеза Михаила 42

## Културно-историјски музеји
- Етнографски музеј, Студентски трг 13, тел. 328-1888
- Историјски музеј Србије, Ђуре Јакшића 9, тел. 3287-242, 2187-360
- Јеврејски историјски музеј, Краља Петра I 71/1, тел. 2622-634
- Музеј историје Југославије, Ботићева 6, тел. 3671-485
- Конак кнегиње Љубице, Кнеза Симе Марковића 3, тел. 638-264
- Конак кнеза Милоша, Раковички пут 2, тел. 2660-422
- Музеј Бањичког логора, Вељка Лукића Курјака 3, тел. 669-690
- Београдска тврђава, Калемегдан, тел. 631-766, 630-825
- Музеј града Београда, Змај Јовина 1, тел. 638-744,
- Музеј жртава геноцида, Трг Николе Пашића 11, тел 339-88-83
- Музеј илегалних партијских штампарија, тел. 664-643
- Музеј 4. јули, Булевар кнеза Александра 10/а,
- Музеј Југословенске кинотеке, Косовска 11, тел. 324-8250
- Музеј Младеновца, Младеновац, Влајићева 68, тел. 823-2969
- Музеј позоришне уметности, Господар Јевремова 19, тел. 2626-630
- Музеј Српске православне цркве, Краља Петра 5 тел. 328-2593
- Педагошки музеј, Узун Миркова 14, тел. 2625-621, 2627-538
- Војни музеј, Калемегдан, тел. 334-3441, 334-4408
- Доситејев и Вуков музеј, Господар Јевремова 21, тел. 625-161
- Завичајни музеј Земуна, Главна 9, тел. 617-766, 617-752
- Дом Јеврема Грујића, Светогорска 17, тел. 407-3612
- Галерија ликовне и музичке уметности САНУ, Кнез Михаилова 35, тел. 2027-242
- Музеј ромске културе у Београду, Хусињских рудара 31а (Галерија Рома арт, Рузвелтова 41-43)
- Музеј српске књижевности, Јосипа Славенског 19а, тел. +381 63 360-218
- Музеј књиге и путовања, Јосипа Славенског 19а, тел. +381 63 360-218
- Завичајни музеј Жарково, Аце Јоксимовић 2, Жарково
- Музеј књиге и путовања и Музеј српске књижевности, Јосипа Славенског 19a
- Музеј БИА[1]

## Меморијални музеји и комеморативне колекције
- Легат Милице Зорић и Родољуба Чолаковића, Родољуба Чолаковића 2, тел. 663-173
- Музеј Паје Јовановића и колекција Петра Поповића, Краља Милана 21/IV, тел. 334-0176
- Манакова кућа, Гаврила Принципа 5, тел. 633-335
- Меморијална галерија Петра Добровића, Краља Петра I 36/IV, тел. 262-2163
- Меморијални музеј Јована Цвијића, Јелене Ћетковић 5, тел. 322-3126
- Меморијални музеј Надежде и Растка Петровића, Љубе Стојановића 25, тел. 767-140
- Музеј афричке уметности, Андре Николића 14, тел. 2651-654
- Музеј Арчибалда Рајса, Булевар војводе Мишића 73, тел. 656-122
- Музеј физичке културе, Благоја Паровића 156, тел. 355-5000, лок. 103
- Музеј ФК Црвена звезда, Љутице Богдана 1a, тел. 322-4412
- Музеј Томе Росандића, Василија Гаћеше 3, тел. 651-434
- Спомен-музеј Иве Андрића, Андрићев венац 8/I, тел. 323-8397
- Музеј Драже Михаиловића, Брегалничка 24

## Технички и природно-историјски музеји
- Музеј аутомобила, Мајке Јевросиме 30, тел. 334-2625, 324-1566
- Музеј науке и технике, Скендер-бегова 51, Тел: 303-7850, www.muzejnt.rs
- Музеј Николе Тесле, Крунска 51, тел. 243-3886, www.tesla-museum.org
- Музеј ваздухопловства, Аеродром „Никола Тесла“, Сурчин, тел. 2670-992, 3104-749, kontakt@muzejvazduhoplovstva.org.rs
- Природњачки музеј, Његошева 51, тел. 328-43-17
- ПТТ музеј, Палмотићева 2, тел. 3210-325
- Железнички музеј, Немањина 6, тел. 3610-334-1566
- Музеј чоколаде, Тадеуша Кошћушка 18, тел. 064/8977-581
- Музеј селфија Београд, Теразије 27а
- Музеј илузија Београд, Нушићева 11